# Лекарево (Татарстан)
 Лекарево  — село в Елабужском районе Татарстана. Административный центр Лекаревского сельского поселения.

## География
Находится в северной части Татарстана на расстоянии приблизительно 10 км на запад по прямой от районного центра города Елабуга на речке Анзирка.

## История
Основано в XVIII веке. В 1812—1830-х годах была построена Крестовоздвиженская церковь. В 1920-х годах официально называлось Ленино.

## Население
Постоянных жителей было в 1859—1255, в 1887—1636, в 1905—1978, в 1920—1863, в 1926—1927, в 1938—1274, в 1949—774, в 1958—625, в 1970—582, в 1979—438, в 1989—336. Постоянное население составляло 344 человека (русские 79 %) в 2002 году, 361 в 2010.

## Достопримечательности
Крестовоздвиженская церковь в руинированном состоянии.